# Liste der Kulturdenkmale in Kittlitz (Löbau)
In der Liste der Kulturdenkmale in Kittlitz sind die Kulturdenkmale des Ortsteils Kittlitz der Großen Kreisstadt Löbau verzeichnet, die bis Januar 2019 vom Landesamt für Denkmalpflege Sachsen erfasst wurden (ohne archäologische Kulturdenkmale). Die Anmerkungen sind zu beachten.

## Liste der Kulturdenkmale in Kittlitz
| Bild                                    | Bezeichnung | Lage                                                                   | Datierung | Beschreibung | ID       |
| --------------------------------------- | --- | ---------------------------------------------------------------------- | --- | --- | -------- |
| Direkt Bild zu diesem Denkmal hochladen | Wohnhaus mit Einfriedung | Alte Bahnhofstraße 12 (Karte)                                          | 1930–1931 laut Auskunft | Historisierend mit Mansarddach im Heimatstil, baugeschichtlich von Bedeutung | 08960629 |
| Weitere Bilder                          | Kantorat und ehemalige Kirchschule | Alte Schulstraße 1 (Karte)                                             | Bezeichnet mit 1889 (Giebelfeld) | Zweigeschossiges massives Gebäude mit bekröntem Mittelrisalit, ortsgeschichtlich von Bedeutung | 08960612 |
| Weitere Bilder                          | Wohnhaus, Nebengebäude und Bruchsteinmauer | Alte Schulstraße 2 (Karte)                                             | Bezeichnet mit 1709 (Schlussstein) | Wohnhaus mit Krüppelwalmdach und Korbbogenportal, baugeschichtlich von Bedeutung | 08960617 |
| Direkt Bild zu diesem Denkmal hochladen | Wohnstallhaus und winkliges Seitengebäude eines Bauernhofes, mit hölzerner Pumpe | Alte Schulstraße 3 (Karte)                                             | 1. Hälfte 19. Jahrhundert | Baugeschichtlich und wirtschaftsgeschichtlich von Bedeutung | 09299854 |
| Direkt Bild zu diesem Denkmal hochladen | Empfangsgebäude des Bahnhofs Kittlitz | Am Bahnhof 13 (Karte)                                                  | Um 1900 | Eisenbahnstrecke Löbau–Weißenberg; historistische Fassadengliederung, Klinker, baugeschichtlich und eisenbahngeschichtlich von Bedeutung | 09300047 |
| Weitere Bilder                          | Rittergut Unwürde (Sachgesamtheit) | Unwürde, Hofeweg 3, 4, 5, 6, 7, 8, 10, 11, 13 (Karte)                  | 18. und 19. Jahrhundert | Sachgesamtheit Rittergut Unwürde mit folgenden Einzeldenkmalen: Orangerie (Nr. 13), Pferdestall mit Kumthalle und zwei Wappenkartuschen (Nr. 10, 11), alle Bruchsteinmauern und Einfahrtspfeiler, Südflügel des Wirtschaftshofes (Nr. 7, 8), hier im Westen die Brennerei, dahinter frei stehend der Schornstein der Brennerei, Gebäude südlich des Wirtschaftshofes mit der Stellmacherei, der Ostflügel mit dem Schweinestall, vom Nordflügel nur der östliche (Nr. 3) und westliche Bau (Nr. 4) unter Verwendung der originalen Substanz und der Westtrakt (Nr. 5, 6) mit Inspektorenhaus und Wirtschaftsanbau (siehe Einzeldenkmale 08960631), der Gutspark und die Lindenalleen nach Westen (ehemals bis Vorwerk Laucha, erhalten bis „Lischke“) und nach Norden (Ende am ehemaligen Schießplatz und späteren Aussichtsplatz) sowie eine Blutbuche, Gartendenkmale. Der Wirtschaftshof als Sachgesamtheitsteil; das Schloss aufgebaut von Herrn von Hund und Altengrotkau 1727 auf alten Mauern, 1930 unter den Besitzern Czapski abgebrannt, baugeschichtlich und ortsgeschichtlich von Bedeutung. | 09303376 |
| Weitere Bilder                          | Orangerie (Nr. 13), Pferdestall mit Kumthalle und zwei Wappenkartuschen (Nr. 10, 11), Südflügel des Wirtschaftshofes (Nr. 7, 8), hier im Westen die Brennerei, dahinter freistehend der Schornstein der Brennerei, Gebäude südlich des Wirtschaftshofes mit der Stellmacherei, der Ostflügel mit dem Schweinestall, vom Nordflügel nur der östliche (Nr. 3) und der westliche Bau (Nr. 4) unter Verwendung der originalen Substanz und der Westtrakt (Nr. 5, 6) mit Inspektorenhaus (siehe auch Sachgesamtheitsdokument Obj. 09303376), dazu der Park (siehe Plan), die Lindenalleen nach Westen (ehemals bis Vorwerk Laucha, erhalten bis „Lischke“) und nach Norden (Ende am ehemaligen Schießplatz und späteren Aussichtsplatz), alle Bruchsteinmauern und Einfahrtspfeiler (Einzeldenkmale zu ID-Nr. 09303376) | Unwürde, Hofeweg 3, 4, 5, 6, 7, 8, 10, 11, 13 (Karte)                  | 18. und 19. Jahrhundert (Wirtschaftsgebäude); bezeichnet mit 1730 (Pferdestall Wappenkartusche); 18. Jahrhundert (Orangerie)                                          | Einzeldenkmale der Sachgesamtheit Rittergut Unwürde; [Störfaktoren Parkweg 3, 4, 5, 6 und Löbauer Straße 30 (liegen innerhalb der Mauer im Park) und Hofeweg 3a auf Flurstück 467/2], das Schloss aufgebaut von Herrn von Hund und Altengrotkau 1727 auf alten Mauern, 1930 unter den Besitzern Czapski abgebrannt, baugeschichtlich und ortsgeschichtlich von Bedeutung | 08960631 |
| Direkt Bild zu diesem Denkmal hochladen | Schule | Lauchauer Straße 1a (Karte)                                            | Um 1905 | Großer Bau im späthistoristischen Stil, baugeschichtlich und ortsgeschichtlich von Bedeutung (irrtümlich als Weißenberger Landstraße 1 in der offiziellen Denkmalliste) | 08960615 |
|                                         | Königlich-sächsischer Ganzmeilenstein als Stationsstein | Nieskyer Straße (Ortsausgang, Richtung Oppeln) (Karte)                 | 1859 | Verkehrshistorisch von Bedeutung | 08960627 |
| Weitere Bilder                          | Rittergut Kittlitz (Sachgesamtheit) | Ringstraße 1, 4, 5 (Weißenberger Landstraße 15) (Karte)                | Kern 2. Hälfte 18. Jahrhundert | Sachgesamtheit Rittergut Kittlitz mit Schloss und Wirtschaftshof Ringstraße, dazu folgende Einzeldenkmale: Schloss (Ringstraße 1), westlicher Wirtschaftsflügel (Ringstraße 4, 5), östlicher Wirtschaftsflügel (Weißenberger Landstraße 15), Steintrog und Einfriedungsmauer am Gutspark mit Toreinfahrt (08960618) der Gutspark hinter dem Schloss (Gartendenkmal) sowie folgende Sachgesamtheitsteile: beide Wirtschaftshöfe und das nordöstliche Wirtschaftsgebäude an der Ringstraße; baugeschichtlich und ortsgeschichtlich und landschaftsgestaltend von Bedeutung [Störelemente: auf dem Wirtschaftshof Am Kombinat befinden sich spätere Bauten ohne Denkmalwert]. Das Gebäude mit der Adresse Ringstraße 3 auf Flurstück 682/6 ist abgerissen. | 09303367 |
| Weitere Bilder                          | Schloss (Nr. 1), westlicher Wirtschaftsflügel (Nr. 4, 5), Steintrog, sowie Einfriedungsmauer am Gutspark mit Toreinfahrt, bestehend aus Pfeilern und schmiedeeisernem Tor (Einzeldenkmale zu ID-Nr. 09303367) | Ringstraße 1, 4, 5 (Weißenberger Landstraße 15) (Karte)                | Kern 2. Hälfte 18. Jahrhundert | Einzeldenkmale der Sachgesamtheit Rittergut Kittlitz; baugeschichtlich und ortsgeschichtlich von Bedeutung | 08960618 |
| Direkt Bild zu diesem Denkmal hochladen | Wohnhaus | Ringstraße 7 (Karte)                                                   | Um 1800, ein Türgewände bezeichnet mit ...89 | Obergeschoss zum Teil Fachwerk, alter Baukörper weitgehend erhalten, baugeschichtlich von Bedeutung | 08960619 |
| Weitere Bilder                          | Trinitatiskirche und Kirchhof Kittlitz (Sachgesamtheit) | Weißenberger Landstraße (Karte)                                        | 1769 | Sachgesamtheit Trinitatiskirche und Kirchhof Kittlitz, mit folgenden Einzeldenkmalen: Kirche, Grufthaus (Hundsche Gruft) mit Wandobelisk für General Daun im Innern, Gruftbegräbnis Hugo Freiherr von Salza, 13 Grabmale, Torhaus zwischen dem alten Kirchhof und der Kirchhofserweiterung, Denkmal für die Gefallenen des Ersten Weltkrieges, Kriegerdenkmal zur Erinnerung an den deutsch-französischen Krieg von 1870/71, Steinkreuz vor der Hundschen Gruft, sämtliche schmiedeeiserne Gitter als Grabeinfriedungen entlang der Kirchhofsmauer sowie Einfriedungsmauer mit allen Eingangspfeilern und -toren (siehe Einzeldenkmale 08960610); baugeschichtlich und ortsgeschichtlich von Bedeutung | 09303357 |
| Weitere Bilder                          | Kirche, Grufthaus (Hundsche Gruft) mit Wandobelisk für General Daun im Innern, Gruftbegräbnis Hugo Freiherr von Salza, 13 Grabmale, Torhaus zwischen dem alten Kirchhof und der Kirchhofserweiterung, Denkmal für die Gefallenen des Ersten Weltkrieges, Kriegerdenkmal zur Erinnerung an den Deutsch-Französischen Krieg von 1870/71, Steinkreuz vor der Hundschen Gruft, sämtliche schmiedeeiserne Gitter als Grabeinfriedungen entlang der Kirchhofsmauer sowie Einfriedungsmauer mit allen Eingangspfeilern und -toren (Einzeldenkmale zu ID-Nr. 09303357) | Weißenberger Landstraße (Karte)                                        | 1769 bis auf den Turm vollendet (Kirche); 17.–19. Jahrhundert (Grabmal); 1730 (Hundsche Gruft); nach 1871 (Kriegerdenkmal); nach 1929 (Gruft Hugo Freiherr von Salza) | Einzeldenkmale der Sachgesamtheit Trinitatiskirche und Kirchhof Kittlitz; baugeschichtlich und ortsgeschichtlich von Bedeutung | 08960610 |
| Direkt Bild zu diesem Denkmal hochladen | Wohnhaus und Hofmauer mit Einfahrt | Weißenberger Landstraße 4 (Karte)                                      | Bezeichnet mit 1770 (Schlussstein) | Ehemaliges Gasthaus, baugeschichtlich und ortsgeschichtlich von Bedeutung | 08960616 |
| Direkt Bild zu diesem Denkmal hochladen | Wohnhaus | Weißenberger Landstraße 5 (Karte)                                      | Um 1850 | Obergeschoss Fachwerk, ohne Anbau, baugeschichtlich und straßenbildprägend von Bedeutung | 08960614 |
| Weitere Bilder                          | Pfarrhaus, Scheune, Seitengebäude und umgebende Bruchsteinmauer eines Pfarrhofes | Weißenberger Landstraße 8 (Karte)                                      | Bezeichnet mit 1714 (Stein in der Mauer) | Baugeschichtlich und ortsgeschichtlich von Bedeutung | 08960613 |
| Direkt Bild zu diesem Denkmal hochladen | Spritzenhaus | Weißenberger Landstraße 8 (bei) (Karte)                                | Um 1800 | Rückwand in der Mauer des Pfarrhofes, ortsgeschichtlich von Bedeutung | 09299856 |
| Weitere Bilder                          | Östlicher Wirtschaftsflügel (Einzeldenkmal zu ID-Nr. 09303367) | Weißenberger Landstraße 15 (Hauptanschrift:Ringstraße 1, 4, 5) (Karte) | Kern 2. Hälfte 18. Jahrhundert | Einzeldenkmal der Sachgesamtheit Rittergut Kittlitz; baugeschichtlich und ortsgeschichtlich von Bedeutung | 08960618 |
| Direkt Bild zu diesem Denkmal hochladen | Wohnhaus, mit Oberlaube | Weißenberger Landstraße 20 (Karte)                                     | 1. Hälfte 19. Jahrhundert | Obergeschoss Fachwerk, Relikt ländlicher Holzbauweise, baugeschichtlich von Bedeutung | 08960622 |
| Direkt Bild zu diesem Denkmal hochladen | Wohnhaus | Weißenberger Landstraße 21 (Karte)                                     | 1. Hälfte 19. Jahrhundert | Obergeschoss Fachwerk, weitgehend im ursprünglichen Aussehen erhalten, baugeschichtlich und straßenbildprägend von Bedeutung | 08960621 |
| Direkt Bild zu diesem Denkmal hochladen | Wohnstallhaus, mit Oberlaube | Weißenberger Landstraße 24 (Karte)                                     | Um 1800 | Obergeschoss Fachwerk, ursprünglich erhaltenes Beispiel ländlicher Holzbauweise, baugeschichtlich von Bedeutung | 08960623 |
| Direkt Bild zu diesem Denkmal hochladen | Wohnhaus | Weißenberger Landstraße 28 (Karte)                                     | Um 1800 | Obergeschoss Fachwerk, laubenartiger Vorsprung, baugeschichtlich von Bedeutung | 08960625 |

## Ehemalige Denkmäler
| Bild | Bezeichnung | Lage                                 | Datierung                                                    | Beschreibung | ID       |
| ---- | --- | ------------------------------------ | ------------------------------------------------------------ | --- | -------- |
|      | Nördlicher Speicherbau und östlicher langer Wirtschaftsflügel (Einzeldenkmale zu ID-Nr. 09303367), Wirtschaftshof Am Kombinat | Am Kombinat 1, 3, 5 (hinter) (Karte) | 18. Jahrhundert                                              | Einzeldenkmale der Sachgesamtheit Rittergut Kittlitz; die große Scheune im Süden fiel zusammen, östlicher langer Wirtschaftsflügel teilweise abgerissen, bau- und ortsgeschichtlich von Bedeutung. Zwischen 2016 und 2019 abgerissen. | 09303366 |
|      | Gasthof und Tanzsaal | Weißenberger Landstraße 2 (Karte)    | Nach 1800 (Gasthof); bezeichnet mit 1893 (Tafel an Tanzsaal) | Bau- und ortsgeschichtlich von Bedeutung. 2019 oder 2020 abgerissen. | 08960628 |

## Tabellenlegende
- Bild: Bild des Kulturdenkmals, ggf. zusätzlich mit einem Link zu weiteren Fotos des Kulturdenkmals im Medienarchiv Wikimedia Commons. Wenn man auf das Kamerasymbol klickt, können Fotos zu Kulturdenkmalen aus dieser Liste hochgeladen werden:
- Bezeichnung: Denkmalgeschützte Objekte und ggf. Bauwerksname des Kulturdenkmals
- Lage: Straßenname und Hausnummer oder Flurstücknummer des Kulturdenkmals. Die Grundsortierung der Liste erfolgt nach dieser Adresse. Der Link (Karte) führt zu verschiedenen Kartendiensten mit der Position des Kulturdenkmals. Fehlt dieser Link, wurden die Koordinaten noch nicht eingetragen. Sind diese bekannt, können sie über ein Tool mit einer Kartenansicht einfach nachgetragen werden. In dieser Kartenansicht sind Kulturdenkmale ohne Koordinaten mit einem roten bzw. orangen Marker dargestellt und können durch Verschieben auf die richtige Position in der Karte mit Koordinaten versehen werden. Kulturdenkmale ohne Bild sind an einem blauen bzw. roten Marker erkennbar.
- Datierung: Baubeginn, Fertigstellung, Datum der Erstnennung oder grobe zeitliche Einordnung entsprechend des Eintrags in der sächsischen Denkmaldatenbank
- Beschreibung: Kurzcharakteristik des Kulturdenkmals entsprechend des Eintrags in der sächsischen Denkmaldatenbank, ggf. ergänzt durch die dort nur selten veröffentlichten Erfassungstexte oder zusätzliche Informationen
- ID: Vom Landesamt für Denkmalpflege Sachsen vergebene, das Kulturdenkmal eindeutig identifizierende Objekt-Nummer. Der Link führt zum PDF-Denkmaldokument des Landesamtes für Denkmalpflege Sachsen. Bei ehemaligen Kulturdenkmalen können die Objektnummern unbekannt sein und deshalb fehlen bzw. die Links von aus der Datenbank entfernten Objektnummern ins Leere führen. Ein ggf. vorhandenes Icon  führt zu den Angaben des Kulturdenkmals bei Wikidata.